# Boulangerie-pâtisserie Beaumarchais
La boulangerie-pâtisserie Beaumarchais est une boulangerie située dans le 11e arrondissement de Paris en France,,.

## Localisation
La boulangerie est située au 28 du boulevard Beaumarchais, au coin de la rue du Pasteur-Wagner, dans le 11e arrondissement de Paris.
Ce site est desservi par les stations de métro Bastille,  Chemin Vert et Bréguet - Sabin.

## Histoire
La boulangerie a été aménagée par l'atelier Benoist et Fils vers 1900. Les façades sont revêtues de panneaux de céramique verticaux à thème floral, composés de fleurs sauvages (telles que coquelicots, marguerites et chardons) et d'épis de blé en partie basse et d'un panier ou d'un bouquet de fleurs en partie haute, suspendu à un ruban bleu. Les panneaux sont composés de carreaux carrés de 10 cm de côté, peints. La plinthe est décorée d'une frise de fleurs de chardon roses. Le décor intérieur comporte des toiles peintes fixées sous verre. La boulangerie a été restaurée en 1988.
La devanture et le décor intérieur font l'objet d'une inscription au titre des monuments historiques depuis le 23 mai 1984,. 

## Prix et distinctions
En 2010, la boulangerie-pâtisserie Beaumarchais obtient le trophée de la meilleure galette des rois aux amandes de Paris.